# タスマニアスギ属
タスマニアスギ属（タスマニアスギぞく、学名: Athrotaxis）は、裸子植物マツ綱のヒノキ科に分類される常緑針葉樹の1属である（図1）。葉は鱗状であり、枝を覆っている。タスマニアスギ属にはタスマニアスギ（A. cupressoides）とオオタスマニアスギ（A. selaginoides）の2種と、この2種の雑種であるヒメタスマニアスギ（A. × laxifolia）が知られており、いずれもオーストラリアのタスマニア島の山地に分布する。属名の Athrotaxis はギリシア語で「密な配置」を意味しており、おそらく枝を密に覆う葉を示している。

## 特徴
常緑性の高木であり（図1, 2a, b）、大きなものは樹高20–30メートル (m) になる。比較的長命であり、樹齢1,000年以上のものも知られる。ふつう1本の幹が直立するが（下図2a, b）、亜高山帯などでは強風などのためしばしば複数に分岐したり矮性で変形した樹形（krummholz）となる（図1, 下図4a, b）。樹冠は円錐形であるが、ふつう古くなると不規則になる（下図2a, b）。樹皮は赤褐色から褐色、最初は平滑であるが、のちに縦に剥がれる（下図2b）。冬芽をつけない。葉は鱗状、重なってらせん状につき、枝を覆っている（下図2c, 3）。
雌雄同株。雄球花（"雄花"）は枝先に単生、基部は鱗片葉で囲まれ、らせん状に配置した10-15個の三角形の小胞子葉（"雄しべ"）からなる。各小胞子葉には2個の花粉嚢がある。球果も枝先に単生し、球形、1年で成熟し、木質でらせん状に配列した果鱗からなり、果鱗を構成する種鱗と苞鱗は完全に癒合しており、頂端背面に突起がある（下図3）。種子は各種鱗に3–6個、長楕円形で薄く、両側に翼をもつ。子葉は2枚。染色体数は 2n = 22。

## 分布・生態
タスマニア島の温帯雨林の山地から亜高山帯（標高 800–1200 m）に分布し、いくつかの国立公園（クレードル山国立公園, Mount Field National Park など）で容易に見ることができる（下図4）。多雨林に生育し、氷河性池沼の周囲に生育していることも多い（上図2a, 下図4a）。
種子による増殖のほか、根による栄養繁殖もふつうに見られる。自生および移入哺乳類（ヒツジ、ウサギ）に食べられることがある。外来のエキビョウキン属（卵菌）による被害が報告されている。
いずれの種も個体数が少なく、国際自然保護連合 (IUCN) のレッドリストでは、タスマニアスギ（Athrotaxis cupressoides）、オオタスマニアスギ（Athrotaxis selaginoides）ともに危急種（VU）に指定されている。またヒメタスマニアスギ（Athrotaxis × laxifolia）は絶滅危惧種（EN）とされる。
タスマニアスギ属の種は、山火事によって大きな影響を受けている。オオタスマニアスギは、過去200年の間に山火事によって約40%が失われたと推定されている。また1960–1961年の人為的な火災によって、タスマニアスギの約10%が失われ、その後も復活していない。

## 人間との関わり
人間がアクセスしにくい地域に生育しており、成長も遅いことから、木材の商業的な利用はほとんど行われていない。材は耐朽性に富み、軽量で加工しやすいため、古くは窓枠や船、楽器に用いられていた。
タスマニアスギ属の種は、過去の気候などを推定する年輪年代学の試料として用いられている。

## 分類
タスマニアスギ属には、タスマニアスギ（Athrotaxis cupressoides; 下図5a）、オオタスマニアスギ（Athrotaxis selaginoides; 下図5b）の2種が分類され、またその雑種であるヒメタスマニアスギ（Athrotaxis × laxifolia; 下図5c）が知られる。ヒメタスマニアスギは独立種とされることもあるが、調査されたものは全てタスマニアスギを母親、オオタスマニアスギを父親とするものであることが報告されている。
タスマニアスギ属は、ふつうスギ科に分類されていた。しかし21世紀になるとスギ科はヒノキ科に含められるようになり、タスマニアスギ属はヒノキ科に分類されるようになった。タスマニアスギ属は、1属のみでタスマニアスギ亜科（Athrotaxoideae）に分類される。
タスマニアスギ属の化石記録としては、Athrotaxis ungeri が前期白亜紀のパタゴニアから報告されている。また、タスマニアスギ属と関連すると考えられている化石属として、前期ジュラ紀から白亜紀の北米、南米、インド、マダガスカルから報告されている Athrotaxites がある。
| 表1. タスマニアスギ亜科の分類の1例 - ヒノキ科 Cupressaceae Gray (1822), nom. cons. - タスマニアスギ亜科 Athrotaxoideae L.C.Li - †Athrotaxites Unger (1849) ジュラ紀から白亜紀（北米、南米、インド、マダガスカル） - タスマニアスギ属 Athrotaxis D.Don (1838) - †Athrotaxis ungeri Florin (1940) 白亜紀（アルゼンチン、米国） - †Athrotaxis rhomboidea Hill, Jordan & Carpenter (1993) 漸新世（オーストラリア） - †Athrotaxis mesibovii Hill, Jordan & Carpenter (1993) 漸新世から中新世（オーストラリア） - タスマニアスギ（ミナミスギ） Athrotaxis cupressoides D.Don (1838) シノニム: Athrotaxis imbricata Gordon (1862); Cunninghamia cupressoides Zucc. (1842) 英名: pencil pine, Tasmanian pencil pine 大きなものは高さ 20 m、幹の直径 1 m になる。樹皮は淡褐色。葉は厚い鱗片状、3–6 × 2–3 mm、縁辺は薄く、背軸面に稜があり、頂端は鈍頭、重なって伏生し枝を密に覆う。"雄花"は黄褐色。球果は最初は薄緑色で成熟すると褐色になり、球形、直径 10–16 mm、らせん状に配置した10-15個の果鱗からなる。成熟した球果は樹上でわずかに開き、さらに1年ほど樹上についている。1球果に種子は20-30個、各種子は倒卵形、長さ 1.5–2 mm、幅 1 mm ほどの翼がある。タスマニア西部の山地から亜高山帯（標高 700–1,300 m）の湿地や多雨林に生育する。化石記録は更新世初期から知られる。 - オオタスマニアスギ Athrotaxis selaginoides D.Don (1838) シノニム: Athrotaxis alpina Van Houtte ex Gordon & Glend (1858); Athrotaxis gunneana Van Hook. ex Carrière (1867); Athrotaxis imbricata Carrière (1867); Athrotaxis selaginoides var. pyramidata Mouill. (1898); Cunninghamia selaginoides Zucc. (1842) 英名: King Billy, King Billy pine, King William pine 大きなものは高さ 30 m、幹の直径 1.5 m になる。樹皮は橙赤色。葉は 7-18 × 3-4 mm、頂端は鋭頭、やや開出して枝につく。"雄花"は黄色から褐色になる。球果は頂生し、単生、最初はオレンジ色で成熟すると褐色になり、球形、直径 15–25 mm、らせん状に配置した20-30個の果鱗からなる。成熟した球果は大きく裂開する。1球果に種子は40-60個、各種子は倒卵形、長さ 2–3 mm、翼がある。タスマニア中央部から西部の山地および亜高山帯（標高 400–1,120 m）の湿地や多雨林に生育し、タスマニアスギよりも低地に多い。化石記録は更新世初期から知られる。 - ヒメタスマニアスギ Athrotaxis × laxifolia Hook. (1843) シノニム: Athrotaxis × doniana Henkel & W.Hochst. (1865) 英名: loose-leaved Tasmanian cedar, summit Athrotaxis, yellow-twig Athrotaxis 上記のタスマニアスギとオオタスマニアスギの雑種であり、葉の形態（わずかに間出）など両種の中間的な特徴を示す。第1代雑種は繁殖能をもつことが示されている。タスマニアスギとオオタスマニアスギが共に生育する地域にのみ見られる。化石記録は更新世初期から知られる。 |